# ワンズワン (テレビ制作会社)
株式会社ワンズワン（英: One's One, Inc.）は、東京都港区に本社を置く番組制作会社。

## 概要
情報・ドキュメンタリー番組を得意分野としている。特に大家族に密着した番組「7男2女11人の大家族石田さんチ!」有名で知られている。
1995年創立、リュウホン(現:株式会社ローリング)に所属していた当時はディレクターの東海伸治とその他の一員として結成された。

## 所属スタッフ
プロデューサー
- 東海伸治（代表取締役）

演出
- 澤本文明（専務取締役）

　　ディレクター
　　・伊崎真一郎（取締役）
　　・今井恵介
　　ディレクター/アシスタントディレクター
　　・加藤恭平

## 元所属スタッフ
プロデューサー兼演出
- 荒井裕晶（2013年退社、現:株式会社オンセ）

## 日本テレビ

### 特別番組
- 大家族石田さんチ（１９９７年〜）
- 世紀末！事件ファイル
- 愛と生命をかけて！救命救急病院の真実
- 感涙！１億人の事件簿
- 感動！巨大病院の真実　若き看護婦たちの闘い
- 愛…家族スペシャル　ニッポンのお母ちゃん（Part1〜Part10）
- 独占密着！三浦和義が結婚・愛娘が語る１３年の空白
- あの人は今
- 衝撃のワイドショー　それがどうした！スペシャル
- 実録！特捜サスペンス　重大未解決事件を追え
- 紳助VS１００人の子供たち　ドキドキ初体験スペシャル
- となりの夫婦SHOW（Part1〜Part4）

### スーパーテレビ情報最前線
- 目撃！誰も知らない巨大新宿駅２４時
- 緊迫！生と死の現場　救急看護婦は見た
- 今明かす！山口百恵＆ピンクレディー伝説
- 結婚したい女たち　ムコ探し大作戦
- 相撲部屋は大家族！女将さん細腕奮闘記
- 大東京の人間交差点　山手線２４時
- 森の中の小さな学校　それぞれの春…旅立ち
- 今明かすSPEED解散秘話　ひとりの少女が見つめた真実
- あなたは人生最後に何をしたいですか？
- 巨大救急病院２４時　生命の叫びが聞こえる
- ろうあの風俗嬢は今　武田真弓３１歳の決意
- 実録！美容整形の女たち　私が顔を変える理由
- ペットなしでは生きられない　熱烈愛情物語
- 実録！お水の花道　新宿で生きる女たち
- 真夜中の新宿歌舞伎町　男と女の恋物語
- 我が子は自閉症　奇跡の子育て奮闘記
- 実録！万引きGメン　カメラが捉えた大胆犯行
- 実録！私は多重人格　２７の顔を持つオンナ
- 実録！女たちの選択　妻が夫を捨てる時

### アンテナ22
- 実録！お水の花道　私が六本木のナンバーワン
- 実録！ナースのお仕事　救命センター新人奮闘記
- 万引き常習犯を追え　女性Gメンの闘い
- 決意の美容整形！顔を変えたい女たち
- 真夜中の新宿２丁目　自由奔放な魅惑の街

### リアル×ワールド
- 自閉症の我が子と生きる家族を見つめて

### ズームイン!!SUPER
- 大衆演劇のチビ玉　密着！橘大五郎
- 大家族橋本さんチの総選挙
- そば屋一家　３５歳長女の結婚物語
- 愛のビンボー家族物語
- 出稼ぎ父ちゃん　２年ぶりの帰郷

### おもいっきりテレビ
- スター・死の淵からの生還

### newsリアルタイム
- 東京の大家族　根間さんチ
- 感動リフォーム家族
- コインパーキング不正使用の実態
- 少年に愛情料理を　保護司は肝っ玉母ちゃん
- 大東京のトランクルーム
- 密着！更生保護施設
- 密着！産婦人科医Dr.まさみ
- 密着！湘南SOS

### news every.
- 女子更生保護施設
- 中国人観光客ビジネス

### NEWS ZERO
- ヘッドハンティング

### ＠サプリッ！
- あベッキーのレッツらGO！
- 劇団ひとりの東京渡り鳥

### ドタンバ!!
- 万引きGメン入門

### ザ・ワイド　特捜最前線
- 夜間学校に通う人たち
- 師走の東京消防庁２４時　新人隊員奮闘記
- 東京消防庁２４時　ハイパーレスキュー隊
- 東京コインロッカー物語
- 緊急出動！ドクターヘリ　若き救命救急医の闘い
- プロレスにハマるママたち
- 密着！小児救急　子供たちを救え
- 歌舞伎町の不動産業者　師走のワケあり人生劇場
- イマどきのトランクルーム事情
- 密着！湘南交番２４時
- 女子少年院慰問２０年　ベテラン落語家の活動
- 歌舞伎町１丁目９番地　不動産会社繁盛のワケ
- 非行少年を立ち直らせたい！ボランティア活動に密着
- 自殺未遂の患者を救え！救命センターの精神科医
- 密着！ベテラン女性保安員　中高年万引きの実態
- 密着！ミステリーショッパー　覆面調査員の仕事とは
- プチ修行ブーム　密着！山伏体験の女たち
- 密着！動物救急病院
- 悪質ドライバーの実態　激撮！コインパーキング
- 密着！迷子センター　親子泣き笑いの一部始終
- 密着！質屋　ワケあり人生劇場
- 難病少年の生と死をみつめて

## フジテレビ

### 特別番組
- 今夜ベールがはがされる　怪事件・大事故を大追跡（Part1〜Part2）
- 日韓共同企画　伊藤博文を撃った男の遺言
- ３男７女一家１２人　ワケあり大家族の試練
- 居場所をください２　傷だらけの子供たち　愛と涙の密着ドキュメント
- 昭和・平成の衝撃事件！大追跡SP

### 土曜プレミアム
- 知られざる脳の真実！世界を変える奇跡の力

### 特命取材班　報道A
- 止められたはずの殺人　１６０ページの殺人予告手

### 新報道プレミアA
- 今すべてを語る　誰も知らなかった桑田真澄
- 秘書は見た！素顔の東国原知事
- 未公開監視カメラ映像と最新報告書が語るプリンセスダイアナ最後の瞬間
- 冬のコンビニおでん戦争　売り上げ３億個の舞台裏
- 子供たちを救いたい　潜入！児童相談所
- 中古家電の終着駅　独占潜入！中国ゴミだらけの村
- ギョーザ事件から５カ月　JTフーズ再生への苦悩

### ザ・ノンフィクション
- 泣いた笑った女の闘い　実録！嫁姑
- 愛…再び！熟年男の再婚大作戦
- 東京コリアンタウン　キムチ物語
- 演歌人生情話
- 日本航空１２３便墜落事故　１５年目の検証
- 砂町銀座　涙の人情商店街
- 姉妹４０年ぶりの再会　北朝鮮帰国事業を検証
- 私たちを助けて下さい　元在日家族の脱北行
- 失業家族日記　父母娘　感涙の船出
- エリート精神科医の素顔
- 父さんゴメン！５年ぶりの帰郷
- 私が小錦八十吉を愛する理由　決死の減量大作戦
- 性同一性障害の恋人たち　精神科診察室の物語
- たそがれ忠臣蔵
- 大家族で、ひとりぼっち
- やってないものは　やってない（２０１３年度ギャラクシー賞奨励賞受賞）
- お母さん、隠しててゴメン

### 火曜ファイル
- 渡る世間に女の修羅場　嫁VS姑大戦争
- 家計簿全公開！借金返済大作戦

### スーパーニュース
- 東京下町ボンソワール　舞の海のウマい旅
- 舞の海がゆく三陸！味と人情ふれあいの旅
- 舞の海ふれあい一番　牡蠣復興にかける水没の町
- 舞の海ふれあい一番　風評と闘え　希望の野菜
- 舞の海ふれあい一番　家族の絆　しゃぶしゃぶワカメ
- 東海大学付属病院　ドクターヘリ
- 新宿歌舞伎町　駆け込み寺
- 皇室お世継ぎ物語　２人のプリンセス　その悩みと人生
- 家族３人放火殺人　少年犯行カレンダー
- 奈良少年放火殺人　単独インタビュー　祖父母無念の思い

### プライムニュースイブニング
- ペンギンのお引越
- 相撲部屋のおかみさん
- 密着！荒汐部屋　〜part4

### Live News it!
- 密着！荒汐部屋　part5〜

### 情報エンタメLIVEジャーナる！
- 独占密着！KONISHIKI壮絶ダイエット最終章

### 報道スクープSP　激動！世紀の大事件
- あさま山荘事件
- 長崎バスジャック
- 池田小事件

### 報道スクープSP　激動！世紀の大事件Ⅱ
- 世田谷一家殺害事件
- 豊田商事会長刺殺事件
- ペルー日本大使公邸人質事件

### 報道スクープSP　激動！世紀の大事件Ⅲ
- 世田谷一家殺害事件２
- 妻たちの湾岸戦争
- 大洋デパート火災

### 報道スクープSP　激動！世紀の大事件Ⅳ
- 雄洋丸火災
- 東大安田講堂事件
- チリ炭坑　生還の舞台裏

### 報道スクープSP　激動！世紀の大事件Ⅴ
- スーパーナンペイ殺人事件
- 昭和天皇崩御の舞台裏

### 報道スクープSP　激動！世紀の大事件Ⅵ
- 常総水害の真実

### ワールドポリスカム
- キルドーザー事件
- ナイアガラ奇跡の救出劇
- マニラバスジャック事件

### 報道スクープSP　激動！世紀の大事件Ⅶ
- 海王丸座礁
- 旅客機背面飛行

## NHK

### 熱中時間〜忙中“趣味”あり〜
- 永田文男の電子顕微鏡

### 世界は欲しいモノにあふれてる
- マルタ
- スイーツ特集

### うまいッ！
- 沼田パプリカ

## テレビ朝日

### スクープ
- 風俗嬢急増…その裏に魔の手
- 録音テープが告発　医療ミスの実態

### 特捜！
- ザ・美容整形　私は顔を変えました（Part1〜Part2）

### サンデープレゼント
- 鍛え抜かれた味と技　出張料理人が行く

### 特別番組
- 爆笑問題＆日本国民のセンセイ教えてください！

## テレビ東京

### ミライダネ！
- ラクスル
- 遠隔医療
- 行列のできないレジ
- ICTで建設職人を救え
- オリヒメ
- 睡眠

### 知られざるガリバー
- 太陽工業
- イノアック
- トヨタL&F
- 北越工業
- アイカ工業
- アイリスオーヤマ
- バルカー
- 田島ルーフィング
- 安川電機
- ＴＨＫ
- レンゴー
- ミスミ
- 古野電気
- 日本農薬
- JUKI

### チェンジ・ザ・ワールド
- クローン美術
- 空き家活用
- サスティナブルマグロ
- テレイグジスタンス
- ポケットマルシェ
- マーズカンパニー
- 須藤物産
- ニッコー
- ピリカ
- 日本環境設計
- スルシィ
- Tsutaeru
- メディディア
- 音力発電
- ストーンペーパー
- シネマ・チュプキ・タバタ
- マッスルスーツ
- J-WORKOUT
- ビヨンド・ザ・リーフ
- コミー
- WheeLog
- お帰りQR
- マイシェフクイック
- QDレーザ
- 東京手仕事プロジェクト
- 母乳ラボ
- HADO
- アイメック
- QBIT
- 未来機械
- AIガードマン
- 錫ストロー
- バイオロギング
- CAS
- ノーフードロス
- マイクロ波マンモグラフィ

## 読売テレビ

### 情報ライブ　ミヤネ屋
- 実録！高校生レストラン
- 激動！キャバクラ嬢の就活事情
- スゴウデ　岡崎正輝

## 中京テレビ

### カウントダウンドキュメント　秒ヨミ！
- 密着！万引きGメン
- 表参道でデビューを目指すイケメン美容師に密着！
- 激安中古ブランド　流通の舞台裏に迫る！
- 可愛いペットたちを救え！動物病院高度救命センター
- 密着！ドクターヘリ　新人女医　メインドクター初飛行までの道
- ５万匹のイワシが作るクリスマスツリー
- 鉄道に人生を賭ける男たち　鉄道ファン歓喜の瞬間に密着！
- 宮根VS鉄ちゃん　幻の新幹線を追う鉄ちゃん親子に密着！
- 巨大水族館の舞台裏に潜入！白イルカ＆５万匹のイワシ

### PS三世
- 魚がうまい温泉宿　南知多・鳥羽
- セントレア満喫ツアー

### PS純金
- 名古屋めし　プチぜいたくランキング
- お盆限定！お得なスポット

### 特別番組
- 高田純次の社長交遊旅

## メ〜テレ

### 戦後５０年特別番組
- 昭南島を知っていますか？戦火に映った人間像

## テレビ愛知

### 特別番組
- ズバリ解決！電気のギモン

## 静岡放送
- エネばな
- EEE探偵社

## 静岡朝日テレビ
- エネ塾

## 岩手めんこいテレビ／鹿児島テレビ
- 世界遺産のナゾを追え！いくぞ！好奇心キッズ

## BS-TBS

### 浅草キッド　時事魂！
- Part1　・浅野史郎（政治）　・野村浩二（経済）　・辺真一（外交）
- Part2　・岸博幸（政治）　　・浅利靖（医療）　　・岩瀬達哉（年金）
- Part3　・石川和男（政治）　・澤昭裕（環境）
- Part4　・孫崎享（外交）　　・駒崎宏樹（保育）

### Party★Party
- 東京湾満喫編（八代英輝、福田充徳、児島玲子）
- 元日本代表アスリート編（田中雅美、福田正博、小椋久美子）
- イクメン編（杉浦太陽、金子昇、SHIORI）

## BSフジ

### 勝利へのターン
- 守田俊介
- 峰竜太

## BS朝日
スーパーYOSAKOI　原宿表参道元気祭

## BSジャパン〜BSテレビ東京

### 日経スペシャル　私の履歴書
- 三浦雄一郎（プロスキーヤー／冒険家）
- 益川敏英（ノーベル物理学賞　学者）
- 吉田義男（元阪神タイガース監督）
- 井上礼之（ダイキン工業　会長）
- 松本紘（理化学研究所　理事長　元京大総長）
- 千玄室（裏千家15代家元）
- 大山健太郎（アイリスオーヤマ社長）
- 有馬稲子（女優）
- 瀬戸内寂聴（僧侶　小説家）
- 小原豊雲（華道家　小原流三世家元）
- 似鳥昭雄（ニトリホールディングス　会長）

## 日テレG＋

### 根本美緒の社会科見学
- 未来へつなぐ環境共生型まちづくり
- 森を育み未来の水を守る
- 屋上緑化最前線
- 次世代エコカー電気自動車
- 目指せ！東京湾再生
- エコ型地下鉄　副都心線
- 広げよう！リサイクルの輪
- 目指せ！エネルギーのリサイクル
- 広げよう！食のリサイクル
- 廃食油が動力源に　バイオ燃料を探れ！
- お得で快適！エコ住宅
- びっくりアイデア　街角エコ活動

### 八田亜矢子の環境ゼミ
- 省エネオフィス最先端論
- 都市の水循環論
- ビオトープ論
- 最新リサイクル論
- 海の再生論
- ヒートアイランド論
- 森林再生論
- 地球に優しいファッション論
- 環境に優しいエネルギー論Ⅰ
- 環境に優しいエネルギー論Ⅱ
- 解析！ヒートポンプ論
- 学期末テスト

### 青森探偵A
- 江口ともみ探偵　青森市の新しい味を調査せよ！
- 江口ともみ探偵　入手困難！幻の逸品を調査せよ！
- 舞の海探偵　本州最北端で名物かっちゃを探せ！
- 舞の海探偵　地産地消！下北地域グルメを調査せよ！
- 林あさ美探偵　海外からも注目！郷土料理の逸品を探せ！
- 林あさ美探偵　子供に人気の新メニューを探せ！
- 森藤恵美探偵　東北新幹線に負けない人気者を探せ！
- 森藤恵美探偵　続・東北新幹線に負けない人気者を探せ！